# Юная мисс США 1987
Юная Мисс США 1987 (англ. Miss Teen USA 1987) — 5-й национальный конкурс красоты Юная мисс США, проводился в El Paso Civic Center (Эль-Пасо, Техас). Победительницей стала 16-летняя Кристи Аддис, представлявшая штат Миссисипи.
Конкурс впервые проводился в Эль-Пасо. Конкурс красоты в штате Техас не проводился до 1997 года, первый из трёх раз, когда был организован на острове Саут-Падре. Ведущими вечера стали Майкл Янг с комментариями Трейси Скоггинс.

## Результаты

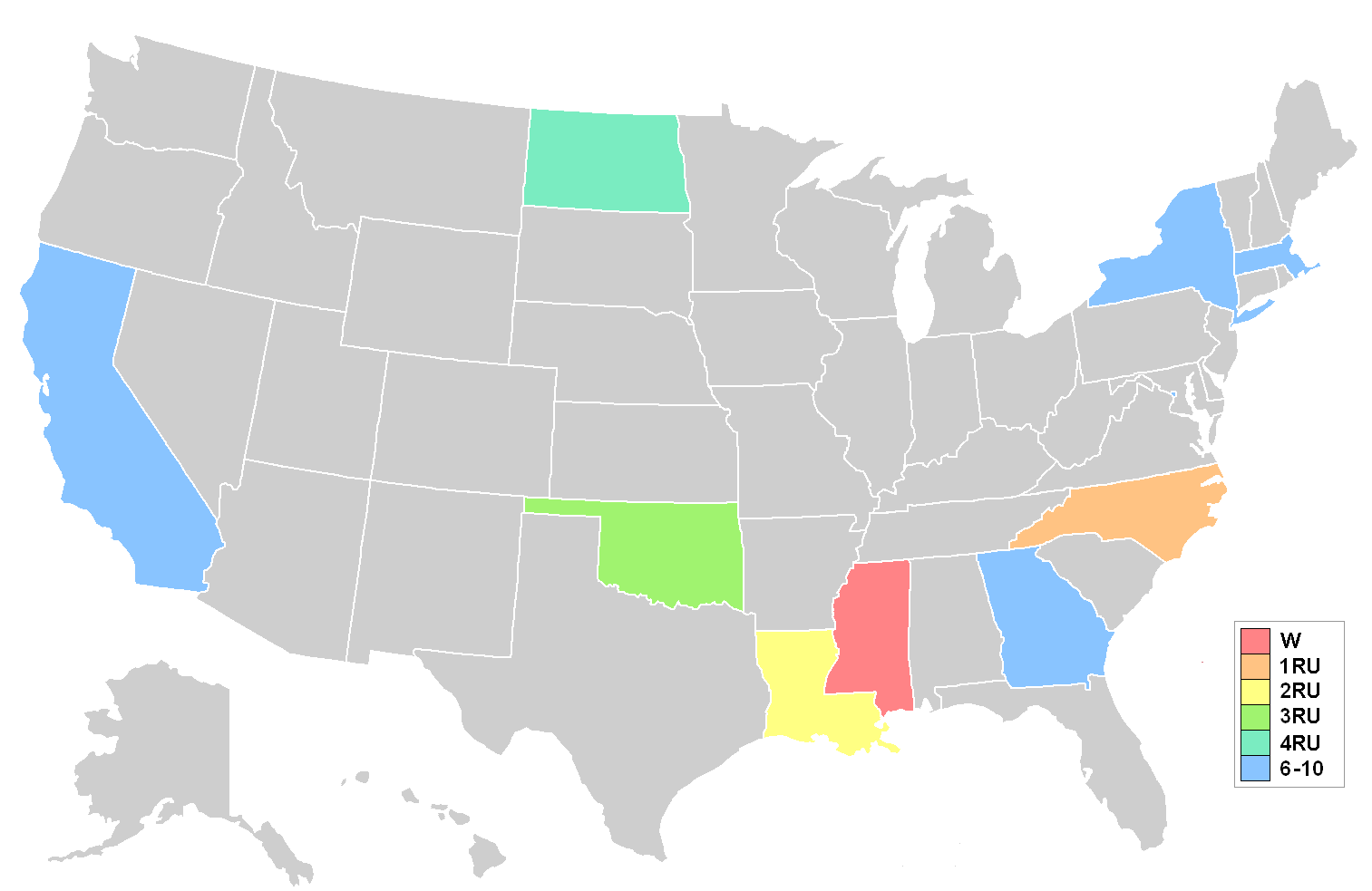
Штаты участницы Юная Мисс США 1987

### Места
| Итоговый результат | Участница |
| ------------------ | --- |
| Юная Мисс США 1987 | - Миссисипи — Кристи Аддис |
| 1-я Вице-мисс      | - Северная Каролина — Пегги Блэквелл |
| 2-я Вице-мисс      | - Луизиана — Бобби Браун |
| 3-я Вице-мисс      | - Оклахома — Рэйлинн Коффман |
| 4-я Вице-мисс      | - Северная Дакота — ДэйНа Декер |
| Топ 10             | - Калифорния — Энджи Эйлор - Вашингтон (округ Колумбия) — Ни'Кол Илэйн Боббитт - Джорджия — Мелисса Хоуп Аллен - Массачусетс — Кристен Ли Мастроянни - Нью-Йорк — Мишель Энн Келенски |

### Оценки участниц
| \| Штат \| Отборочные соревнования \| Интервью \| Купальный костюм \| Вечернее платье \| Средний балл \| \| -------------------------- \| ----------------------- \| -------- \| ---------------- \| --------------- \| ------------ \| \| Миссисипи \| 8.852 \| 9.123 \| 9.366 \| 9.343 \| 9.277 \| \| Северная Дакота \| 8.622 \| 9.005 \| 9.132 \| 9.073 \| 9.070 \| \| Оклахома \| 8.467 \| 8.554 \| 8.948 \| 9.027 \| 8.843 \| \| Северная Каролина \| 8.425 \| 8.766 \| 8.788 \| 8.854 \| 8.802 \| \| Луизиана \| 8.350 \| 8.712 \| 8.908 \| 8.754 \| 8.791 \| \| Калифорния \| 8.647 \| 8.582 \| 8.763 \| 9.008 \| 8.784 \| \| Вашингтон (округ Колумбия) \| 8.438 \| 8.997 \| 8.487 \| 8.631 \| 8.705 \| \| Массачусетс \| 8.400 \| 8.608 \| 8.703 \| 8.698 \| 8.669 \| \| Нью-Йорк \| 8.292 \| 8.811 \| 8.503 \| 8.675 \| 8.663 \| \| Джорджия \| 8.526 \| 8.576 \| 8.338 \| 8.608 \| 8.507 \| | Победительница 1-я Вице Мисс 2-я Вице Мисс 3-я Вице Мисс 4-я Вице Мисс |          |                  |                 |              |
| Штат | Отборочные соревнования                                                | Интервью | Купальный костюм | Вечернее платье | Средний балл |
| Миссисипи | 8.852                                                                  | 9.123    | 9.366            | 9.343           | 9.277        |
| Северная Дакота | 8.622                                                                  | 9.005    | 9.132            | 9.073           | 9.070        |
| Оклахома | 8.467                                                                  | 8.554    | 8.948            | 9.027           | 8.843        |
| Северная Каролина | 8.425                                                                  | 8.766    | 8.788            | 8.854           | 8.802        |
| Луизиана | 8.350                                                                  | 8.712    | 8.908            | 8.754           | 8.791        |
| Калифорния | 8.647                                                                  | 8.582    | 8.763            | 9.008           | 8.784        |
| Вашингтон (округ Колумбия) | 8.438                                                                  | 8.997    | 8.487            | 8.631           | 8.705        |
| Массачусетс | 8.400                                                                  | 8.608    | 8.703            | 8.698           | 8.669        |
| Нью-Йорк | 8.292                                                                  | 8.811    | 8.503            | 8.675           | 8.663        |
| Джорджия | 8.526                                                                  | 8.576    | 8.338            | 8.608           | 8.507        |

### Специальные призы
| Награда              | Участница                                                 |
| -------------------- | --------------------------------------------------------- |
| Мисс Конгениальность | - Коннектикут — Эллисон Барбо-Диорио                      |
| Мисс Фотогеничность  | - Калифорния — Энджи Эйлор - Род-Айленд — Рэй Энн Джонсон |
| Лучший костюм штата  | - Аризона — Джули Ходжес                                  |

### Фоновая музыка
Открывающий номер: «I Wonder Who's Out Tonight», The Burns Sisters (Кавер-версия)

## Судьи
- Рэнди Гарднер
- Шэрин Скитер
- Майкл Марон
- Келли Ху
- Майкл Джон
- Капитан Терри Джонс
- Джон Х. Бреннан
- Рамон Шин
- Адель Лоуфор
- Дин Девлин
- Тай Бабилония

## Участницы
| - Айдахо – Луанн Рельеа - Айова – Ян Хойер - Алабама – Элизабет Вудман - Аляска – Лорен Штраубб - Аризона – Джули Ходжес - Арканзас – Пейдж Янделл - Вайоминг – Ким Робертс - Вашингтон – Джона Сейнсбери - Вермонт – Кристи Бельтрами - Виргиния – Кристи Пирс - Висконсин – Барбара Нельсон - Гавайи – Лесли-Энн Лам - Делавэр – Кристи Гриффен - Джорджия – Надежда Аллен - Западная Виргиния – Шерил Каллоп - Иллинойс – Даниэль Риз - Индиана – Терри Салмон - Калифорния – Энджи Эйлор - Канзас – Стефани Резник - Кентукки – Трейси Марси - Колорадо – Ники Ансельмо - Коннектикут – Эллисон Барбо-Диорио - Луизиана – Бобби Браун - Массачусетс – Кристен Мастроянни - Миннесота – Карин Харгроувс - Миссисипи – Кристи Аддис | - Миссури – Шерри Гарнер - Мичиган – Елена Холл - Монтана – Андреа Мэдсен - Мэн – Донна Стивенсон - Мэриленд – Рене Ребсток - Небраска – Сьюзан Вайкель - Невада – Терри Брока - Нью-Гэмпшир – Кара Дарас - Нью-Джерси – Тара Элдридж - Нью-Йорк – Мишель Келенски - Нью-Мексико – Саманта Оуэн - Огайо – Кристи Хойт - Оклахома – РэйЛинн Коффман - Вашингтон (округ Колумбия) – Ни'Кол Боббит - Орегон – Кейси Вайзигер - Пенсильвания – Трейси Рид - Род-Айленд – Рэй-Энн Джонсон - Северная Дакота – Дайна Декер - Северная Каролина – Пегги Блэквелл - Теннесси – Шеннон Кастл - Техас – Ришель Кеслинг - Флорида – Кимберли Эдвардс - Южная Дакота – Камилла Варланд - Южная Каролина – Кэрол Карвер - Юта – Тиффани Демилль |